# Avanguardia operaia
L'organizzazione comunista Avanguardia Operaia (AO) fu un'organizzazione extraparlamentare di estrema sinistra attiva dal 1968, nel periodo della contestazione, al 1977, quando si sciolse in Democrazia Proletaria, della cui alleanza elettorale faceva parte sin dal 1975.

## Storia
Avanguardia Operaia nacque a Milano nel 1968, da militanti che provenivano in gran parte dall'esperienza trotskista.
Tra la fine del 1967 e i primi mesi del 1968 la testata Avanguardia Operaia comparve come foglio "a cura di un gruppo di lavoratori della Sit-Siemens" di Milano, divenendo ben presto la rivista ufficiale dell'omonima organizzazione, sorta all'interno del Circolo Culturale Il Manifesto, dall'unione degli stessi operai della Sit-Siemens, della Pirelli, della SIP e della Borletti e di alcuni studenti della facoltà di scienze della Statale di Milano con alcuni militanti trotzkisti fuoriusciti dal PCI e dai Gruppi Comunisti Rivoluzionari (GCR). Tra questi ultimi vi erano Massimo Gorla, Luigi Vinci, Michele Randazzo e Silverio Corvisieri.
Tra il 1969 e il 1975 in Avanguardia Operaia confluiscono una serie di circoli e gruppi di varie città: il Circolo Lenin (1969) e il Circolo Rosa Luxemburg di Venezia (1969), il Circolo Karl Marx di Perugia, i Circoli Lenin di Umbertide e di Foligno, la Sinistra Leninista di Roma (1970), Unità proletaria di Verona (1972),  il Centro di coordinamento campano (1974), il Collettivo Lenin di Torino (1974), Fronte Popolare Comunista Rivoluzionario della Calabria (1975), Sinistra Operaia di Sassari. Nel 1976 Ao era presente in 85 province d'Italia, anche se Milano rimase l’epicentro dell’organizzazione.
Nel corso degli anni 1970 aumentarono in modo significativo i militanti di Avanguardia Operaia, che spesso dedicavano all'impegno politico gran parte del loro tempo. La formazione politica diventò rapidamente, a fianco di Lotta Continua e del PdUP-Manifesto, una delle più grandi organizzazioni della “sinistra rivoluzionaria” italiana raggiungendo la cifra di 35.000 militanti, di cui 10.000 a Milano.
Fondata su un filone ideologico tipicamente marxista-leninista, il movimento ebbe sempre un marcato carattere operaista. Appoggiò e promosse i Comitati Unitari di Base (CUB) in numerose aziende pubbliche e private specialmente nel Nord Italia, come luogo principale della sua azione politica. Avanguardia Operaia fu presente anche nell'ambiente scolastico ed universitario. A Milano, in aperto contrasto ed in alternativa rispetto al Movimento Studentesco,  ebbe un ruolo particolarmente importante tra gli studenti delle facoltà scientifiche dell'Università Statale, gli studenti medi e i lavoratori-studenti.
L'organizzazione ebbe diverse testate di riferimento, alcune di tipo teorico e altre di agitazione e propaganda. La prima pubblicazione periodica teorica di Ao fu la testata mensile Avanguardia Operaia, di cui furono pubblicati 27 numeri tra il 1968 ed il 1972. Essa fu in seguito sostituita da Politica comunista, rivista bimestrale pubblicata dal 1973 al 1976. Singoli approfondimenti vennero pubblicati tra il 1970 e il 1973 con il nome di Quaderni di Avanguardia Operaia. Nel 1971 nacque anche la rivista Avanguardia Operaia, giornale di agitazione comunista (una testata diversa da Avanguardia Operaia precedentemente citata). Essa fu pubblicata tra il 1971 e il 1974, prima quindicinale, poi settimanale, e aveva una finalità di informazione, propaganda e agitazione politica. Questo ruolo, a partire dal 1974 fu poi sostenuto dal giornale Quotidiano dei lavoratori (1974-1979). Quest'ultimo, diretto da Silverio Corvisieri, ebbe discreta diffusione nelle città industriali del nord-Italia.
Al Teatro Lirico di Milano dal 24 al 27 marzo 1977, Avanguardia Operaia tenne il suo quinto congresso, con 530 delegati: fu il congresso di scioglimento di Ao, per confluire in Democrazia Proletaria.

## L'abbandono della via extraparlamentare
Avanguardia Operaia fu travolta, come tutte le organizzazioni della nuova sinistra a metà anni settanta, dalla crescente militarizzazione dello scontro sociale e politico e scelse così di percorrere la strada dell'ingresso nelle istituzioni.
Nel 1975 furono presentate liste unitarie promosse da AO e dal Partito di Unità Proletaria per il Comunismo con la sigla "Democrazia Proletaria" in sei regioni: Lombardia, Veneto, Umbria, Lazio, Molise, Campania. In altre regioni la lista del PdUP si era invece presentata autonomamente. Anche in alcune province e comuni erano state proposte liste unitarie.
Nelle elezioni politiche dell'anno dopo, nel 1976 fu presentato il cartello elettorale di Democrazia Proletaria (con Lotta Continua e il PdUP); in questo modo Gorla e Corvisieri furono eletti alla Camera dei deputati.
Quando Democrazia Proletaria si costituì in partito nel 1978, vi confluì la maggioranza di Avanguardia Operaia, guidata da Gorla, Corvisieri, Calamida, Molinari, Cipriani e Vinci, mentre la minoranza di Campi, Cereda, Vita, Randazzo entrò nel PdUP. Democrazia Proletaria si sciolse nel 1991, quando già il PdUP era confluito nel PCI.
Edo Ronchi, già membro di Avanguardia Operaia
, nel 1989 aveva già abbandonato Democrazia Proletaria per fondare i Verdi Arcobaleno, con i quali successivamente confluirà nella Federazione dei Verdi.

## Comitati Unitari di Base
I Comitati Unitari di Base (CUB) erano organizzazioni operaie nate nelle fabbriche, in opposizione alle commissioni interne dei sindacati istituzionali, a partire dal 1969. Costituirono il punto di riferimento più rimarchevole del lavoro sindacale di Avanguardia Operaia.
Il CUB Pirelli fu il primo a costituirsi, tra l'autunno del 1967 e all'inizio del 1968. Nacque come conseguenza dell'insofferenza da parte degli operai della gestione della vertenza integrativa del contratto dei chimici. All'inizio fu duramente contrastato dal PCI e dai sindacati. Anche a seguito di questa esperienza, CUB e organismi di base si costituirono in molte realtà e in tempi diversi: alla Breda, alla Borletti, alla SIP, all'ATM, poi tra gli impiegati della Philips, all'Alfa Romeo, alla Sit-Siemens, all'Ercole Marelli, alla Honeywell, alla FATME, parallelamente ad altre esperienze simili di organismi operai autonomi che nascevano a Pavia, Trento, Bologna, Pisa, Firenze, Roma, Terni, Latina, Porto Torres, Napoli, Venezia.
Inizialmente i CUB furono molto conflittuali con il sindacato, ma progressivamente i rapporti si modificarono. I CUB diedero vita, ove erano presenti, ai Consigli di fabbrica.
Al Teatro Lirico di Milano, il 4 ottobre 1975, si svolse il Convegno nazionale dei CUB, l'ultima delle loro grandi assemblee. Sul ruolo e prospettive dei CUB si accese un vivace dibattito. Non tutti condivisero la scelta dello scioglimento nei Consigli di fabbrica, ma il processo era ormai in atto.

## La mobilitazione studentesca
Alla fine degli anni 1960 la contestazione giovanile, che prese poi il nome di Sessantotto, esplose in tutto il mondo occidentale, manifestandosi in particolare nelle università e nelle scuole superiori. La rivolta studentesca in Italia non si esaurì in una stagione, ma durò stabilmente diversi anni. Le prime istanze del movimento in Italia erano molto concrete: la formazione professionale, le condizioni di vita e di studio, la richiesta di cultura non soffocante e soffocata e la libertà sessuale. In seguito le istanze divennero anche politiche: la guerra del Vietnam, la violenza della polizia, l'antifascismo, le stragi di Stato, l'appoggio alle lotte operaie.
Ao, a Milano, era presente inizialmente nel corso di laurea di Fisica della Facoltà di Scienze dell’Università Statale, dove si laurearono alcuni dei suoi dirigenti (tra i quali Oskian Vangelis, Basilio Rizzo, Roberto Biorcio, Claudio Cereda) e negli istituti tecnici (in particolare nell’Istituto per chimici “Molinari” e nell'Istituto tecnico per il turismo, oggi “Claudio Varalli”). La presenza di Ao negli istituti superiori crebbe via via, finché essa divenne egemone a livello cittadino.
All'inizio dell’anno accademico 1969-70 Ao cambiò la sua organizzazione, strutturandosi in cellule. In quel periodo vennero costituite anche le cellule studentesche. Più avanti i militanti di Ao promossero la nascita di CUB, sul modello di quelli operai, anche nelle scuole e nelle facoltà universitarie. I CUB studenteschi erano coordinati nel Comitato di Agitazione (CdA). Quello di Milano fece il suo esordio nella manifestazione del 18 novembre 1971. La stessa organizzazione per CUB e CdA era presente anche nei corsi di laurea universitari. Ao ebbe un durissimo confronto politico, ideologico e fisico con il Movimento studentesco (Ms) delle facoltà umanistiche della Università Statale.
Dal punto di vista delle rivendicazioni studentesche, Ao portava avanti la parola d’ordine “lotta alla selezione meritocratica” intesa non come abbassamento del livello di preparazione, ma come eliminazione dei meccanismi selettivi che non permettevano di studiare in modo adeguato.
A Milano furono significative anche le lotte dei lavoratori studenti (lavoratori che frequentavano le scuole serali) e degli insegnanti organizzati nei relativi Comitati di Agitazione (CDA).

## Le lotte sociali

Manifestazione di Avanguardia operaia a Milano nel 1971

La riflessione che la condizione del lavoratore, dell'operaio e dell’operaia non si esauriva all’interno della fabbrica, condusse Ao ad articolare e differenziare il suo intervento politico. Oltre che all’interno del posto di lavoro iniziò ad operare anche all’interno dei quartieri, facendo leva sulla mancanza di servizi sociali e sul carovita. Nascono e sono organizzate le lotte per l’autoriduzione delle bollette, contro l'aumento dei prezzi con i mercatini rossi, e, soprattutto, per il diritto alla casa.
Differentemente dallo slogan portato avanti da Lotta Continua "la casa si prende, l’affitto non si paga", a Milano Ao, con lo slogan "affitto proletario, 10% del salario", scelse di accettare il confronto con l'amministrazione comunale trasformandolo in una continua guerriglia sul terreno della questione del rispetto dei punteggi nell'assegnazione delle abitazioni sfitte dell'Istituto Autonomo Case Popolari (IACP). La prima occupazione di case fu quella di via Mac Mahon e, successivamente, tra le altre, quella di via Famagosta in difesa della quale si espressero anche gli operai della Pirelli, l'iniziativa di queste due occupava è anche rivendicata da Sinistra Proletaria, gruppo di lotta formatosi dall'esperienza del Collettivo Politico Metropolitano e da cui poco dopo nasceranno le Brigate Rosse. Un ruolo molto importante ebbero anche i comitati di quartiere, che nascevano per lo più spontaneamente. Questo tipo di lotta esponeva chi la conduceva spesso a situazioni di scontro con le forze di polizia.
In quel contesto, si innestò un rapporto con l'intellettualità milanese: urbanisti, architetti e docenti della facoltà di architettura del Politecnico. Molti dei maggiori architetti e urbanisti cittadini firmarono il manifesto Velluto pensaci! rivolto all'allora assessore all'urbanistica Antonio Velluto, con cui fu tappezzata la città.
Di fronte alla necessità di fornire una direzione politica al movimento sociale, Ao diede vita alla Commissione lotte sociali composta dai militanti che si occupavano dell'argomento nelle maggiori città. Ao contribuì in maniera determinante alla fondazione e alla ramificazione sul territorio nazionale dell'Unione inquilini, sindacato degli inquilini e dei senza casa.
Importanti lotte per la casa si svolsero in molte città italiane, tra le altre: a Verona, a Firenze, a Roma. A Verona prima alle Case Crescenti poi alle case dell’impresa Mazzi le occupazioni promosse da Ao portarono all’assegnazione degli alloggi ad affitti realmente popolari. A Firenze in via Argingrosso, nella zona dell'Isolotto, dopo una occupazione durata alcuni mesi gli appartamenti dello Iacp vennero dati agli assegnatari. A Roma l’occupazione delle case di via Pincherle fu organizzato dal Cub dei postelegrafonici egemonizzato da Ao: le graduatorie per l'assegnazione delle case furono rifatte sulla base di criteri di giustizia sociale. Nella realtà romana ebbero un ruolo centrale i comitati di quartiere, come ad esempio quello di Val Melaina Tufello, che promuovevano, l’autoriduzione dell’affitto presso gli assegnatari delle case dello Iacp e l’occupazione di case sfitte: di queste ultime si ricordano quelle di via Tiburtina, delle palazzine di Casalbertone, di Casal Bruciato, di Pietralata in Largo Beltramelli e di San Basilio.
In molte città fu promossa l’autoriduzione delle bollette elettriche (ENEL) e di quelle della SIP: la lotta voleva difendere il salario a livello sociale e contrastare gli aumenti decisi dal governo Rumor.
La lotta al carovita fu promossa anche con i “mercatini rossi” di generi alimentari che mettevano in diretto contatto produttore-consumatore saltando la trafila delle varie intermediazioni. Questi mercatini popolari ebbero successo un po’ dovunque compresi alcuni centri del sud come Napoli, Taranto, Caltanissetta.

## Le attività culturali
L’organizzazione promosse i circoli “La Comune”. Essi furono una sorta di organizzazione di massa di AO, nell’ambito del lavoro culturale, con un rapporto simile a quello tra Comitati Unitari di Base (CUB) e delle cellule. Erano organizzati da un coordinamento nazionale, che si riuniva periodicamente a Firenze od a Bologna.
A Roma erano state create una commissione audiovisivi e una teatrale, da cui scaturì la cooperativa Collettivo teatrale Majakovskij. La compagnia portò diversi spettacoli nelle feste, nei teatri tradizionali, nelle fabbriche occupate, o nell’ospedale psichiatrico di Trieste prima della sua chiusura. In due anni furono eseguite circa 250 repliche. La sede romana dei circoli “La Comune” era ospitata dalla San Diego Film diretta da Renzo Rossellini, punto di attrazione della produzione militante.
Numerose le attività di Ao per feste e raduni. Nel settembre del 1974 si tenne al Parco Ravizza di Milano il primo festival dell'organizzazione che ebbe come principale protagonista Edoardo Bennato.
Dal 18 al 21 settembre 1975 Avanguardia Operaia promuove con Lotta Continua ed il Partito di Unità Proletaria per il Comunismo a Licola, nei pressi di Napoli una sorta di "Woodstock italiana".
Un caso a parte è costituito da Radio Città Futura, nata nel 1975 su impulso di AO e del PdUP per il Comunismo. Coordinatore e animatore dell’impresa fu Renzo Rossellini insieme all’editore Giulio Savelli. Fu una radio politica, e tuttavia capace di fungere da polo aggregativo e da luogo di informazione di qualità. La sede iniziale fu a Roma, in piazza Vittorio, nell’abitazione di due militanti di AO, sul cui terrazzo fu impiantata l’antenna.

## Il servizio d'ordine e le violenze a Milano
Agli inizi degli anni 1970 a Milano c'era un clima generale di grande tensione tra il movimento di operai e studenti e le forze dell'ordine, ma anche tra le organizzazioni della nuova sinistra e i gruppi neofascisti. Erano anche presenti forti rivalità tra i diversi gruppi extraparlamentari della sinistra (Ao, Ms della Statale, Lotta Comunista ed in parte Lotta Continua). In questo contesto AO mise in piedi un servizio d'ordine di natura difensiva. Esso in particolare sorse per l'esigenza di difendersi dagli sgomberi da parte della polizia delle occupazioni studentesche e operaie e dei picchetti operai e dagli attacchi alle manifestazioni di strada.
Ao espresse subito una posizione politica contraria alle azioni violente che, nei primi anni '70, iniziavano ad essere portate avanti da altri gruppi della nuova sinistra nei confronti di esponenti delle forze dell'ordine o del padronato. Ne sono esempio le parole espresse dall'organizzazione in seguito al sequestro lampo del dirigente Sit-Siemens Idalgo Macchiarini da parte delle Brigate Rosse avvenuto il 3 marzo 1972: "Prendiamo le iniziative della Sinistra Rivoluzionaria che in altri momenti hanno svolto e svolgono oggi una sola funzione: fornire alla borghesia e ai suoi giornali la possibilità di riassociare sinistra rivoluzionaria ed azioni terroristiche e di rilanciare la campagna contro gli 'opposti estremismi'. I discorsi sulla funzione 'educativa' o anche solo intimidatoria delle iniziative delle Brigate Rosse, e sulla loro appartenenza alla tradizione di lotta del proletariato, sono solamente scemenze, quando non fanno parte della provocazione contro la classe operaia e la sinistra rivoluzionaria"  e dell'omicidio Calabresi (17 maggio 1972).
La crescita del tenore dello scontro interno nella sinistra extraparlamentare, crebbe dopo i commenti positivi espressi da Lotta Continua e Potere Operaio verso le azioni dei Gruppi d'Azione Partigiana(GAP) di Giangiacomo Feltrinelli e le BR, portando Ao ad uscire dal raggruppamento del "Comitato di lotta contro la strage di stato".
La tensione a Milano era così elevata da suggerire ad Ao un presidio anche notturno della sede di via Vetere 3. Il 7 luglio 1972 un ordigno al tritolo venne lanciato nella finestra del primo piano: gli autori lasciarono un volantino firmato SAM (Squadre d'Azione Mussolini).
Il 12 dicembre 1973, durante il comizio per l'anniversario della strage di piazza Fontana, il servizio d'ordine del Movimento Studentesco attaccò i militanti di Ao, provocando una ventina di feriti, di cui otto ricoverati al Policlinico e uno, Claudio Varisco, in gravi condizioni. In seguito a questo episodio e in conseguenza del clima generale di quegli anni, Avanguardia operaia ristrutturò il proprio servizio d'ordine in maniera più organizzata. Il servizio d'ordine, diviso in zone territoriali, ma coordinate a livello cittadino, aveva il proprio centro organizzativo in zona Città Studi. A sua volta, l'area di Città Studi disponeva di una squadra alla facoltà di Agraria molto attiva, una a quella di Fisica, una a quella di Medicina ed una più modesta al Politecnico (Ingegneria).
Il servizio d'ordine di Avanguardia Operaia iniziò a quel punto a svolgere, come altri gruppi della nuova sinistra, anche attività legate all'"antifascismo militante", compiendo aggressioni nei confronti di coloro che erano reputati essere nemici e assalti contro i ritrovi avversari. Il gruppo faceva di frequente uso di chiavi inglesi fisse di marca "Hazet" da 36 mm per colpire gli avversari politici, tanto che, come altri gruppi dell'antifascismo militante, furono chiamati Gli idraulici. Solitamente le aggressioni erano precedute da minacce nei confronti dell'interessato. In seguito, la vittima designata veniva individuata e colpita sul capo con le chiavi fino a farla cadere a terra priva di conoscenza.
Il 13 marzo 1975, a Milano, gli studenti di medicina del servizio d'ordine di Avanguardia Operaia aggredirono lo studente di destra Sergio Ramelli, che, per i colpi di chiave inglese ricevuti, morì dopo 48 giorni. L'anno seguente (31 marzo 1976) il servizio d'ordine di Ao si rese responsabile di un "assalto" al bar Porto di Classe frequentato abitualmente da militanti di destra, dove una persona rimase invalida a vita per le ferite riportate durante gli scontri. Per questi crimini alcuni militanti della organizzazione furono condannati circa dieci anni dopo.
Gli organismi dirigenti di Avanguardia Operaia, sempre più preoccupati per le tendenze che si manifestavano nell'ambito del servizio d'ordine e per le iniziative che assumeva, decisero di scioglierlo nel 1977, anche per evitare che alcuni suoi componenti fossero attirati dalla lotta armata.
Nel 1985, durante le indagini dei giudici istruttori Maurizio Grigo e Guido Salvini sorte dalle confessioni di tre pentiti legati alla colonna bergamasca di Prima Linea, gli inquirenti rinvennero in un appartamento di viale Bligny uno schedario contenenti dati di oltre 10 000 persone considerate militanti neofascisti, di organizzazioni rivali o comunque in qualche modo potenziali obiettivi di attentati. In particolare, si ritrovano molte fotografie delle persone presenti al funerale di Sergio Ramelli corredate da schede personali sugli amici dello stesso e indicazioni circa il bar Porto di Classe. Lo schedario, nato nei primi anni 1970 ad opera di Avanguardia Operaia e poi passato ad altre organizzazioni (tra cui Democrazia Proletaria), era in possesso di Marco Costa e Giuseppe Ferrari Bravo (cui era intestato l'appartamento), due militanti della sinistra extraparlamentare, entrambi implicati nell'omicidio di Sergio Ramelli e nell'assalto al bar Porto di Classe.

## Congressi Nazionali
- I Congresso -
- II Congresso -
- III Congresso -
- IV Congresso - 4/7 ottobre 1974
- V Congresso - 24/27 marzo 1977

## Risultati elettorali
| Elezione       | Elezione | Voti                     | %                        | Seggi   |
| -------------- | -------- | ------------------------ | ------------------------ | ------- |
| Politiche 1976 | Camera   | In Democrazia Proletaria | In Democrazia Proletaria | 2 / 630 |
| Politiche 1976 | Senato   | In Democrazia Proletaria | In Democrazia Proletaria | 0 / 315 |

## Esponenti
- Aurelio Campi, (Oskian Vangelis), segretario nazionale di AO fino al 1976.
- Luigi Cipriani, futuro esponente di Democrazia Proletaria.
- Silverio Corvisieri, futuro esponente di Democrazia Proletaria, PCI e Rifondazione Comunista.
- Massimo Gorla, ex esponente dei Gruppi Comunisti Rivoluzionari che dopo AO aderì a Democrazia Proletaria.
- Luigi Vinci, futuro esponente di Democrazia Proletaria e Rifondazione.
- Michele Randazzo, caporedattore della rivista Avanguardia Operaia dal 1968 al 1974.
- Luigino Scricciolo, ex esponente dell'Unione dei Comunisti Italiani, del Movimento Studentesco, che dopo AO aderì al Partito di Unità Proletaria e a Democrazia Proletaria.
- Edoardo Ronchi, futuro esponente di Democrazia Proletaria ed in seguito ministro dell'ambiente nelle liste della Federazione dei Verdi; dopo ha aderito ai Democratici di Sinistra e quindi al Partito Democratico.
- Claudio Bisio, attore e presentatore televisivo.
- Paolo Sollier, ex calciatore, scrittore ed allenatore di calcio.
- Stefano Tassinari, scrittore e drammaturgo, futuro esponente di Democrazia Proletaria, Verdi Arcobaleno e Rifondazione.